# تيار الأحرار
تيار الأحرار هو تيار سياسي عراقي وكتلة سياسية في مجلس النواب العراقي تعلن ولاءها لمقتدى الصدر ومنهج والده المرجع الديني الشيعي الراحل محمد الصدر.
تمتلك الكتلة 34 مقعدا في مجلس النواب العراقي ويرأسها النائب ضياء الأسدي منذ عام 2011.

## المقاعد في مجلس النواب
الجدول أدناه يمثل عدد المقاعد التي حصل عليها التيار في ال
| المحافظة          | عدد المقاعد | عدد المقاعد الكلي |
| ----------------- | ----------- | ----------------- |
| محافظة الأنبار    | –           | 15                |
| محافظة بابل       | 3           | 17                |
| محافظة بغداد      | 6           | 69                |
| محافظة البصرة     | 3           | 25                |
| محافظة دهوك       | –           | 11                |
| محافظة ذي قار     | 2           | 19                |
| محافظة ديالى      | 1           | 14                |
| محافظة أربيل      | –           | 15                |
| محافظة كربلاء     | 2           | 11                |
| محافظة كركوك      | –           | 12                |
| محافظة ميسان      | 3           | 10                |
| محافظة المثنى     | 1           | 7                 |
| محافظة النجف      | 2           | 12                |
| محافظة نينوى      | –           | 31                |
| محافظة القادسية   | 2           | 11                |
| محافظة صلاح الدين | –           | 12                |
| محافظة السليمانية | –           | 18                |
| محافظة واسط       | 3           | 11                |
| مقاعد الأقليات    | -           | 8                 |
| المجموع           | 34*         | 325               |

- ) تشمل: الكتل المتحالفة الأخرى - 6 مقاعد

## روابط خارجية
- الموقع الرسمي لتيار الأحرار